# Schützenfest Hannover

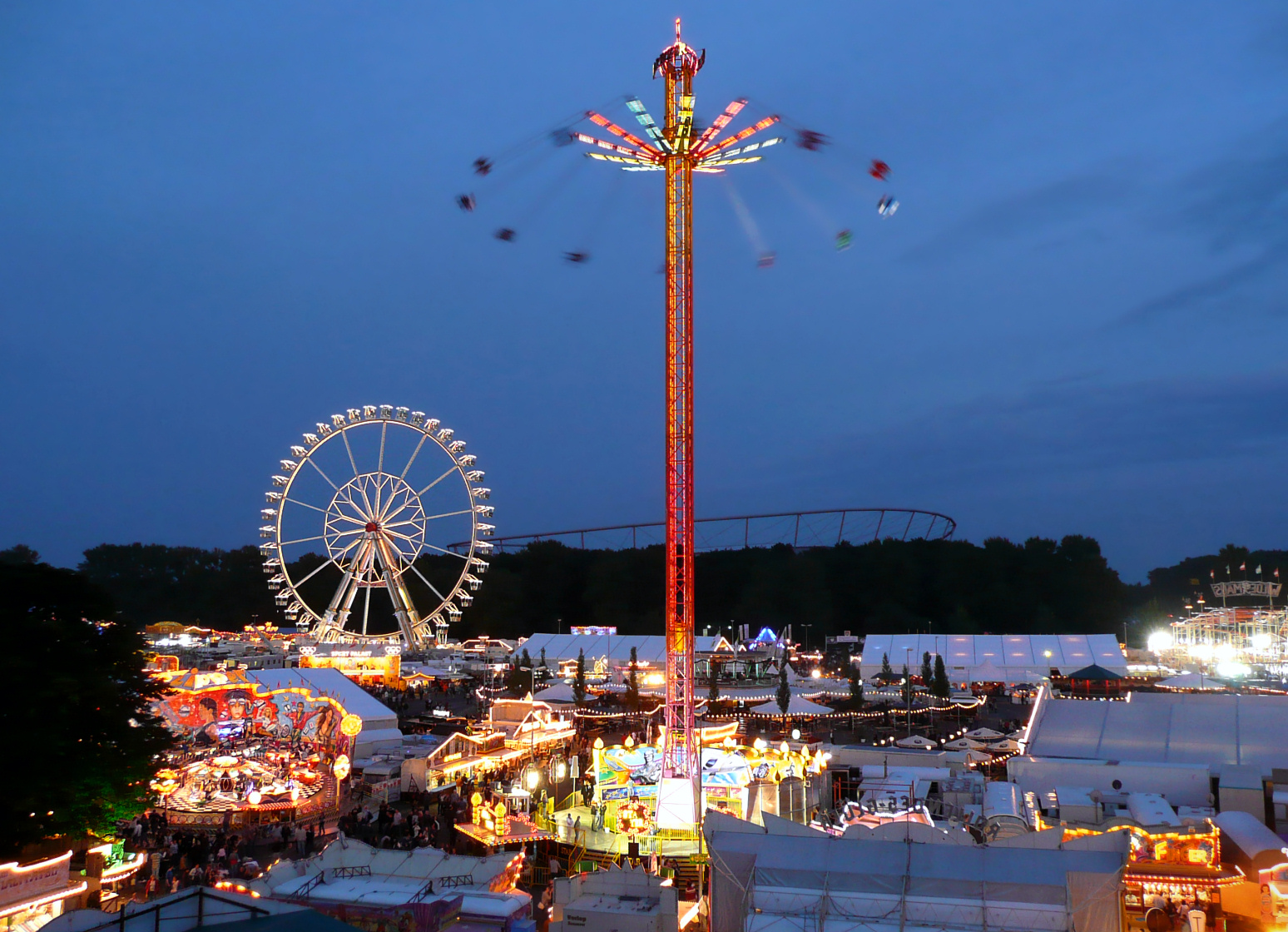
Festplatz nachts mit Steiger-60-Meter-Riesenrad und 43 m hohem Star Flyer

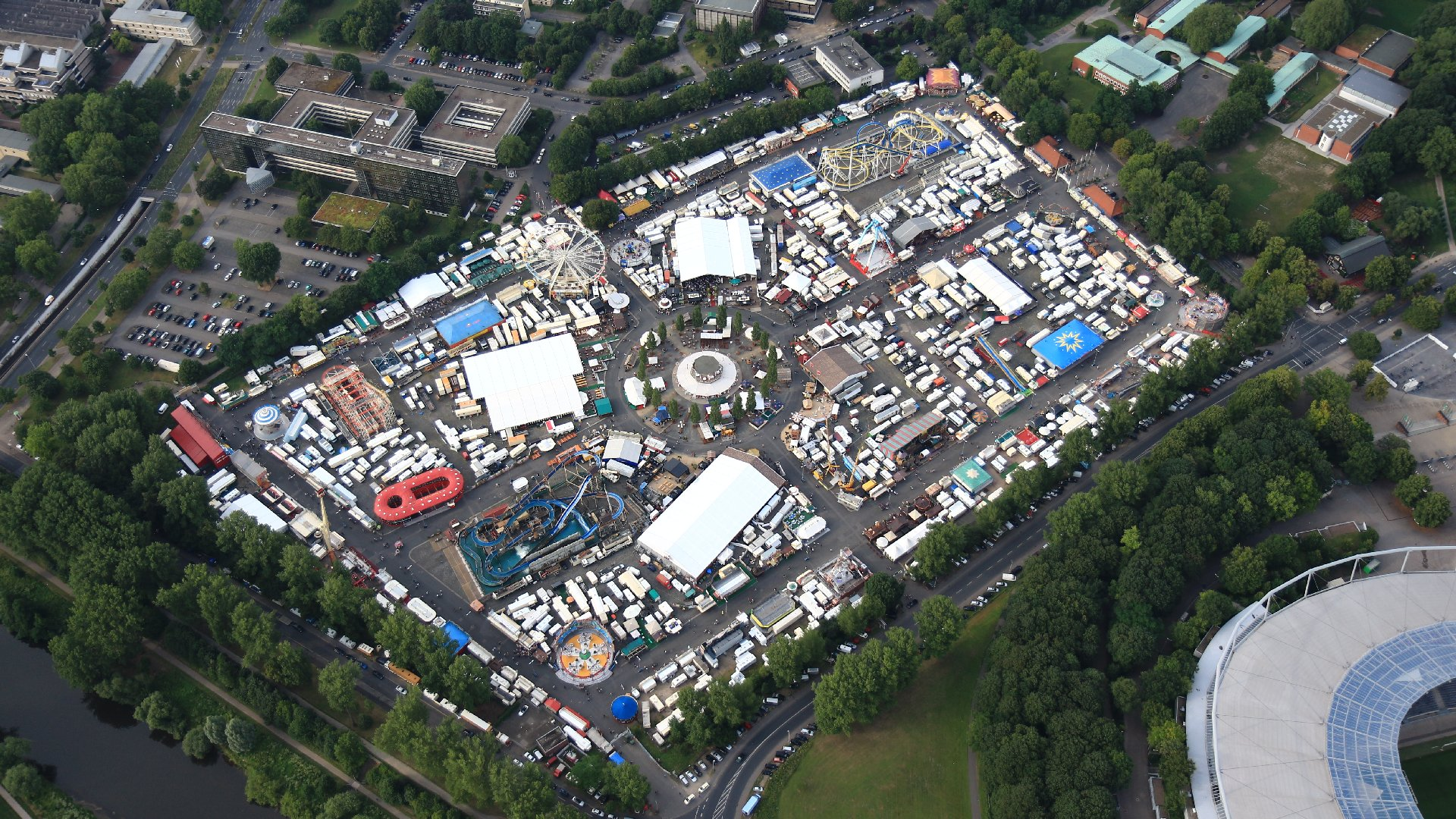
Luftbild vom Schützenplatz Hannover beim Schützenfest 2014

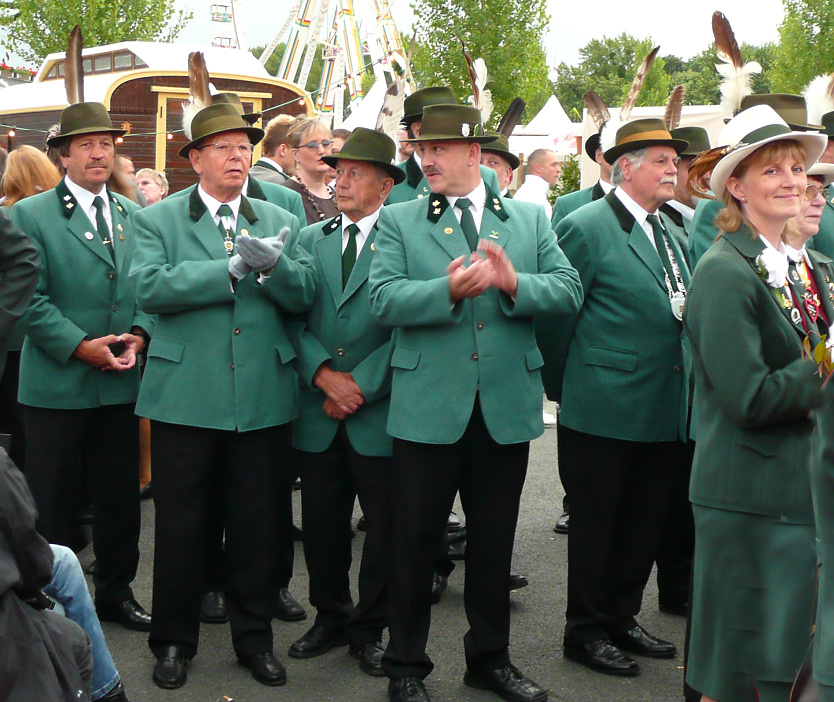
Mitglieder eines Schützenvereins auf dem Festplatz

Das Schützenfest Hannover auf dem rund zehn Hektar großen Schützenplatz in Hannover gilt als das größte Schützenfest der Welt; seine Tradition reicht ins 15. Jahrhundert zurück. Die zehntägige Veranstaltung wird jedes Jahr von rund 900.000 Gästen aufgesucht, in der Vergangenheit wurde auch häufig die Millionenmarke geknackt. Traditionelles Getränk ist die Lüttje Lage. Rund 200 Schausteller sind auf dem Fest vertreten.

## Geschichte

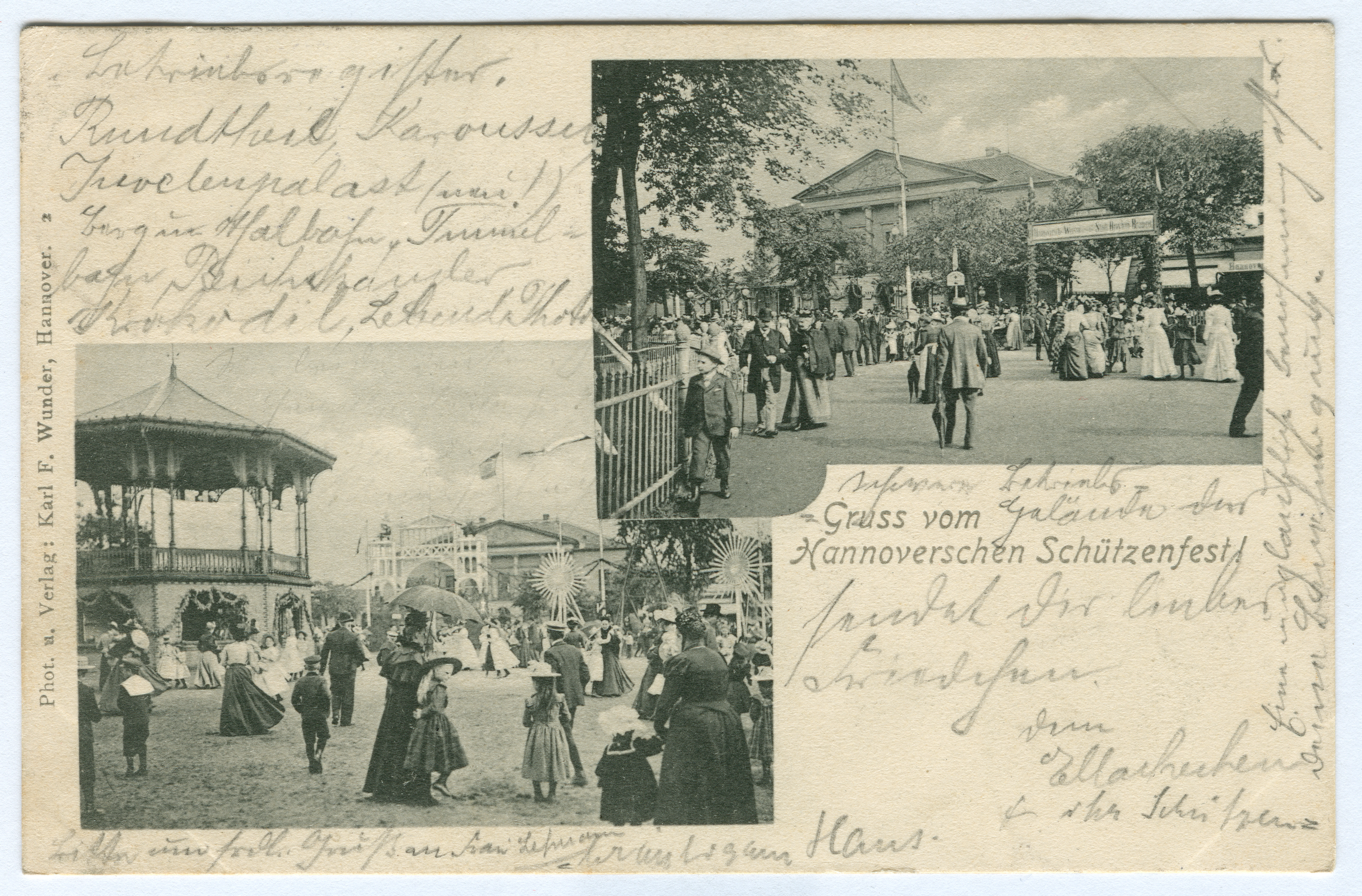
Szenen vom Schützenfest mit dem Rondell vor dem heute nicht mehr bestehenden Schützenhaus;
Ansichtskarte Nummer „2“ von Karl F. Wunder

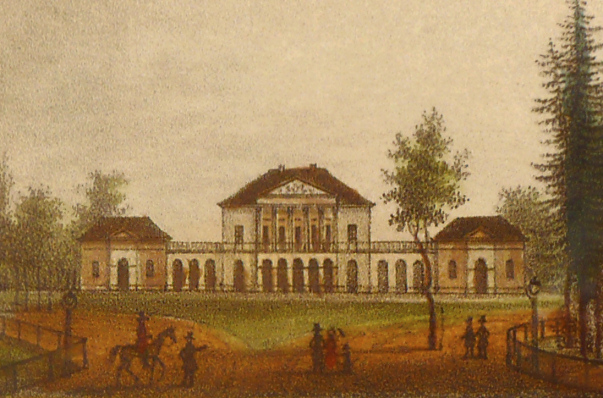
Nicht mehr bestehendes Schützenhaus Hannover von 1827

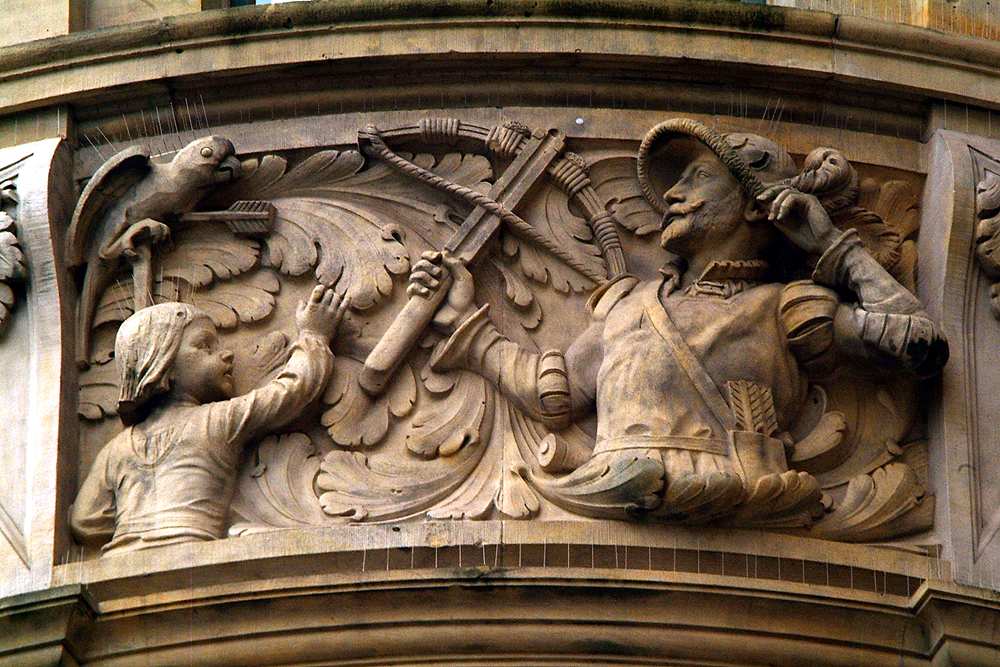
„Papageienschießen“ mit der Armbrust als Teil mittelalterlicher Schützenfeste,
Geschichtsfries am Neuen Rathaus in Hannover

Die erste urkundliche Erwähnung des hannoverschen Schützenwesens geht auf einen Brief von Herzog Wilhelm dem Siegreichen an den Rat der Stadt 1468 zurück. Darin beschwerte er sich über die wehrsportlichen Übungen der Hannoveraner. Ihm war bekannt geworden, dass die Hannoveraner auf dem Gelände der geschleiften Burg Lauenrode in der Calenberger Neustadt mit Armbrüsten auf einen an einer Stange befestigten bunten Holzpapageien schossen, wenn sie mit ihrem Landesherren in Fehde lagen. Armbrust und Gewehr waren damals Verteidigungswaffen zum Schutz der Stadt. Aus den sportlichen Übungswettkämpfen in Friedenszeiten ergab es sich, dass die besten Schützen mit Preisen und Auszeichnungen geehrt wurden.
Der Grundstein zum Fest wurde 1529 gelegt, als Herzog Erich I. von Calenberg-Göttingen Hannover mit dem Privileg ausstattete, jährlich ein Schützenfest zu feiern.
Das erste Schützenhaus wurde 1573/74 am Klagesmarkt erbaut. Um Ausschreitungen während der Feste zu verhindern, wurde bereits im Jahre 1575 eine Schützenordnung erlassen, die den Festbetrieb regelte. 1710 wurden die Bruchmeister bestellt, die als Hilfsbeamte offiziell für einen geregelten und geordneten Ablauf des Schießens zu sorgen hatten.
1797 sollte das Schützenhaus am Klagesmarkt ersetzt werden; dies scheiterte an den Kosten. Erst nachdem sich 1825 die Schützenvereine der Altstadt von Hannover mit denen der Calenberger Neustadt vereinigt hatten, entstand nach dem 4. Entwurf von Laves ein neues Schützenhaus in der Ohe. Es wurde am 15. Juli 1827 eingeweiht. Der klassizistische Bau stand in etwa am Eingang der heutigen Heinz-von-Heiden-Arena und wurde erst durch die Luftangriffe auf Hannover im Zweiten Weltkrieg zerstört.
Während die Schützen von Anfang an in ziviler Kleidung antraten, entstand 1837 eine neue Schützenordnung. Sie gestattete, dass gleichmäßig gekleidete Gruppen auftraten. Daher gilt 1837 als Geburtsstunde der Schützenvereine, weil sich seitdem in den Stadtteilen unterschiedliche Schützenvereinigungen herausbildeten. 1955 wurde Hannover der offizielle Ehrentitel „Schützenstadt“ verliehen. Im VHS (Verband Hannoverscher Schützenvereine) sind derzeit 57 Schützenvereine und -gesellschaften Mitglied, davon befinden sich 45 in der Stadt Hannover (Stand: 2025). 
Die Stadt Hannover kündigte 2016 beim 487. Schützenfest an, zum 500. Schützenfest bei der UNESCO seine Anerkennung als Immaterielles Kulturerbe zu beantragen. 2020 und 2021 fiel das Schützenfest aufgrund der Covid-19-Pandemie aus.

## Größenvergleiche
Das Schützenfest in Hannover ist das größte Schützenfest der Welt. Dieser Titel ist begründet und bezieht sich hauptsächlich auf das umfangreiche Rahmenprogramm und auf den rund 10 Kilometer langen Schützenausmarsch. Dieser ist mit über 10.000 Teilnehmern aus dem In- und Ausland, über 50 Festwagen, Kutschen und sonstigen Fahrzeugen sowie einer Länge von rund 10 Kilometern der umfangreichste Schützenausmarsch der Welt. Die Stadt Hannover hat mit 45 Schützenvereinen und -gesellschaften eine große fachliche Vereinsdichte und trägt seit 1955 den offiziellen Ehrentitel „Schützenstadt“.
Das Eidgenössische Schützenfest in der Schweiz, das alle fünf Jahre stattfindet und sich nach der Zahl der teilnehmenden Schützen als das größte Schützenfest der Welt bezeichnet, ist ein reiner Schießwettbewerb und kein Volksfest. Die Größte Kirmes am Rhein in Düsseldorf ist mit rund vier Millionen Besuchern eines der größten Volksfeste Deutschlands. Die Kirmes wird zwar in Eigenregie vom St. Sebastians Schützenverein von 1316 e. V. veranstaltet, die Anlässe der Kirmes sind allerdings das Fest des Stadtpatrons St. Apollinaris von Ravenna, und das Kirchweihfest der katholischen Basilika St. Lambertus in der Düsseldorfer Altstadt. Das Neusser Bürger-Schützenfest ist mit fast 8000 Schützen kleiner als das Schützenfest Hannover, es gilt aber als das weltweit größte von einem einzelnen Verein und ohne Gastzüge organisierte Schützenfest.

## Maskottchen
Der „Ballerkalle“ ist seit 1975 das Maskottchen vom Schützenfest Hannover. Die Figur stellt eine laufende Schießscheibe mit zwei Füßen und einem Schützenhut dar. Seit 2005 gibt es ihn auch als Plüschversion. Jedes Jahr erscheint der Ballerkalle als kleine Anstecknadel mit der Jahreszahl. 1975 gab es eine Ausschreibung für einen Plakatwettbewerb in Hannover. Dieser Wettbewerb wurde mit 1500 DM für den ersten Preis honoriert. Gesucht wurde ein plakatives Symbol, das das traditionelle Volksvergnügen und den Schützenausmarsch in „überzeugender und prägnanter Form herausstellt“. Es sollte der Ausmarsch der Schützen dargestellt werden. Studenten der Fachhochschule für Kommunikation- und Produktgestaltung Hannover waren zu einem „Schützenfest-Plakatwettbewerb“ aufgerufen. Den ersten Preis erhielt Klaus Kutzner, den zweiten Preis Thomas Steinhausen, den dritten Preis das Team Hartwig v. d. Heyde und Rainer Osswald. 2017 wurde das Maskottchen grundlegend überarbeitet und hat erstmals ein Gesicht. Auch hat „Ballerkalle“ seit 2017 einen weiblichen Gegenpart mit dem Namen „Ballerina“.

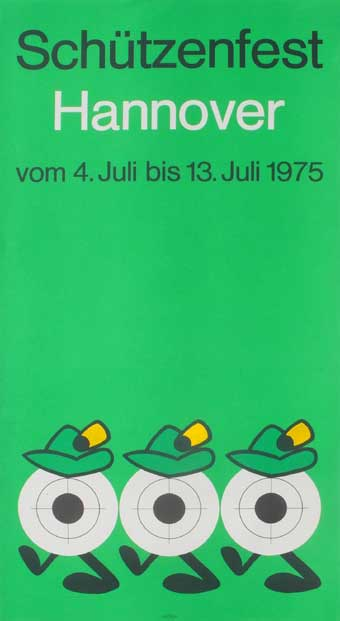
Originalplakat von 1975
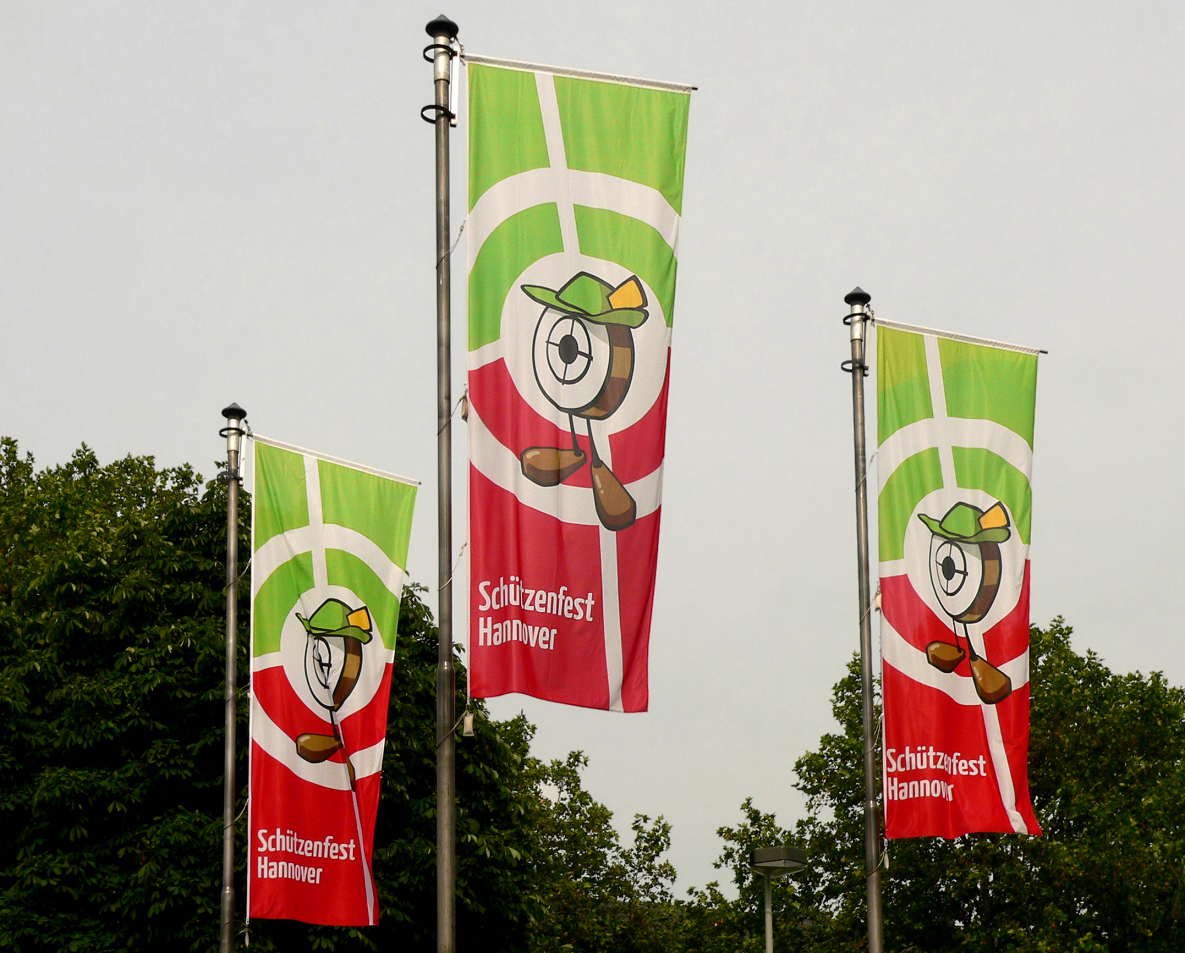
Offizielle Beflaggung zum Schützenfest (2013)
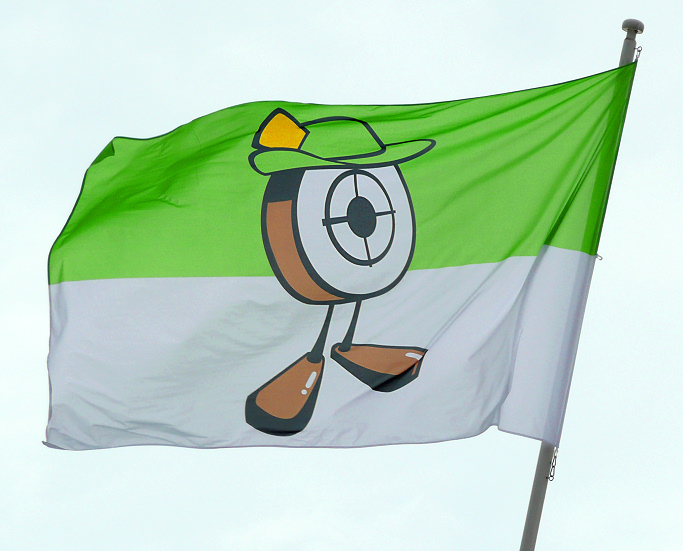
Männliches Schützenfestmaskottchen Ballerkalle (2008)
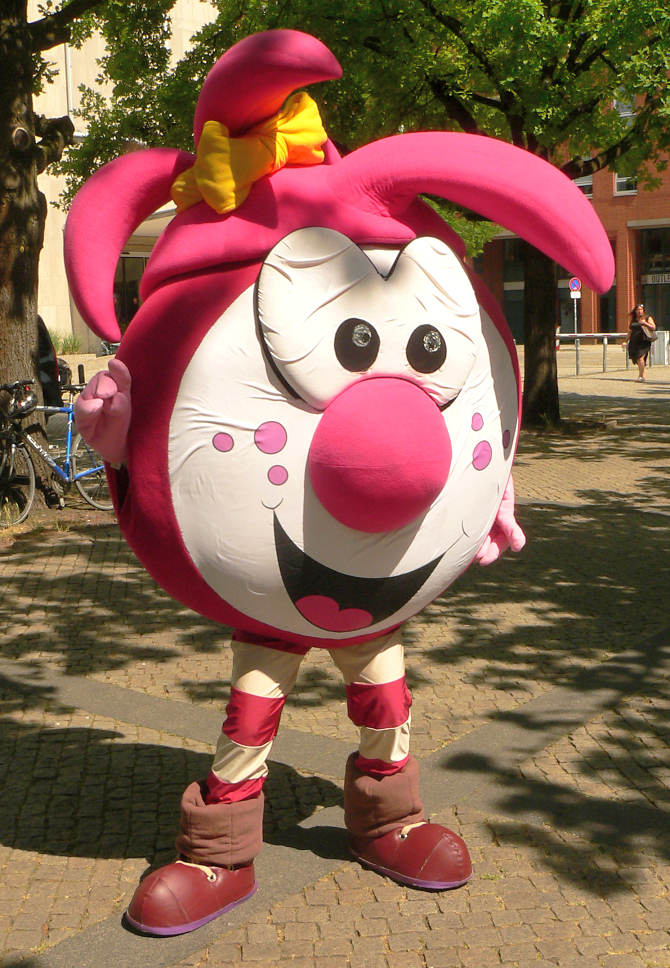
Weibliches Schützenfestmaskottchen Ballerina (2023)

## Ablauf des Schützenfestes
Mit dem Schützenfest Hannover feiern die Schützen das Ende der mehrtägigen Schießwettbewerbe, die in der großen städtischen Schießsportanlage im Stadtteil Wülfel abgehalten wurden. Am Sonnabend vor der Eröffnung wird auf dem Kröpcke das Volkskönigschießen veranstaltet, bei dem jedes Jahr zahlreiche „Zivilisten“ teilnehmen. Umrahmt wird das Volkskönigschießen mit dem „Tag der Musikzüge“, bei dem mehrere Spielmannszüge auf dem Kröpcke spielen. Die eigentliche Schützenfesteröffnung findet am Freitag darauf statt. Zunächst gibt es einen ökumenischen Gottesdienst mit musikalischer Begleitung in der Marktkirche. Danach marschieren die Teilnehmer in die Kuppelhalle des Neuen Rathauses. Dort werden vom Oberbürgermeister die Bruchmeister verpflichtet, sowie die Besten vor den Scheiben und die niedersächsischen Landeskönige geehrt. Anschließend marschieren alle Teilnehmer mit mehreren Musikkapellen zum Schützenplatz.
2015 wurde auf Wunsch von Schützenpräsident Paul-Eric Stolle der weitere Festmarsch zum Schützenplatz erstmals unterbrochen, die Musik gestoppt und die Fahnen gesenkt, um beim Ehrenfriedhof am Maschsee-Nordufer „[…] der 526 Kriegsgefangenen und Gefangenen von Konzentrationslagern [zu] gedenken, die dort begraben liegen.“
Auf dem Schützenplatz marschieren die Teilnehmer zum „Bährenstarken Rundteil“. Dort eröffnet der Oberbürgermeister im Beisein zahlreicher prominenter Gäste mit dem Fassbieranstich das Schützenfest. Kurz danach wird der Schützensenator verpflichtet. Später am Abend wird ein Höhenfeuerwerk abgebrannt. Der Sonntag steht ganz im Zeichen des Schützenausmarsches. Vor dem eigentlichen Marsch werden die Ehrengäste im Neuen Rathaus empfangen. Nach der Ansprache des Oberbürgermeisters vor dem Rathaus setzt sich der rund zehn Kilometer lange Festumzug in Bewegung in Richtung Schützenplatz. Am Montag werden am „Bährenstarken Rundteil“ die Schilde des 1. Tages und die Jugendschilde ausgegeben. Im Biergarten Marris beginnt am Montag der Rundgang der Schützenjugend. Am Dienstag ist der Prominententag auf dem Schützenplatz mit dem VIP-Rendezvous im Festzelt „Alt Hanovera“. Ebenfalls am Dienstag erfolgt am „Bährenstarken Rundteil“ die Ausgabe der Schilde des 2. Tages und der Damenschilde sowie die Ehrung der Regionskönige, der Jugendkönige und der Volkskönige. Am Mittwoch finden im Festzelt „Alt Hanovera“ das Festessen der Schützen, die Ehrung der Stadtkönige, der Sternträger und der von der HAZ organisierte Fanfarenzugwettbewerb „Die goldene Fanfare“ statt. Ebenfalls am Mittwoch ist der Familientag mit Ermäßigungen von bis zu 50 Prozent und diversen Aktionen. Das Papagoyenschießen wird neben dem Biergarten Marris veranstaltet. Ebenfalls am Mittwoch erfolgt am „Bährenstarken Rundteil“ die Ausgabe der Schilde des 3. Tages und der durchlaufenden Scheiben. Am Donnerstag beginnt am Gilde-Tor der Bruchmeister*innenrundgang mit musikalischer Begleitung und der traditionelle Handwerker*innenabend steigt am „Bährenstarken Rundteil“. Im Festzelt „Alt Hanovera“ findet der „Tag der Vereine und des Ehrenamtes“ und im Gaypeople-Zelt der Kleingärtnertag mit Pokalschießen statt. Am Freitag wird der Tag der niedersächsischen Schützenvereine gefeiert. Aus diesem Anlass kommen circa 1.800 Schützen und Schützinnen aus 90 Schützenvereinen aus ganz Niedersachsen nach Hannover. Nach einem Empfang im Neuen Rathaus ziehen alle Beteiligten mit musikalischer Begleitung auf den Schützenplatz und am Abend wird nochmal ein Höhenfeuerwerk abgeschossen. Am Samstag Abend werden am „Bährenstarken Rundteil“ die Schützenhauspokale ausgegeben. Ebenfalls am Sonnabend findet am Kröpcke die traditionelle Bruchmeister-Aktion statt, die jedes Jahr einem anderen wohltätigen Zweck dient. Der Samstag ist ebenfalls der „Tag der Menschen mit mobiler Beeinträchtigung“. Am Abschlusssonntag gibt es im Festzelt „Alt Hanovera“ das Essen der Besten des Verbandes Hannoverscher Schützenvereine e. V. und im Festzelt „Brauhaus Live“ den Bruchmeister-Frühschoppen. Der Sonntag endet mit einem Fackelzug vom Schützenplatz in die Altstadt, wo dann vor der Marktkirche der Zapfenstreich abgehalten wird. Während des gesamten Schützenfestes ziehen täglich Spielmannszüge über den Festplatz und alle Festzelte und die meisten Eventbereiche bieten ein täglich wechselndes Programm.

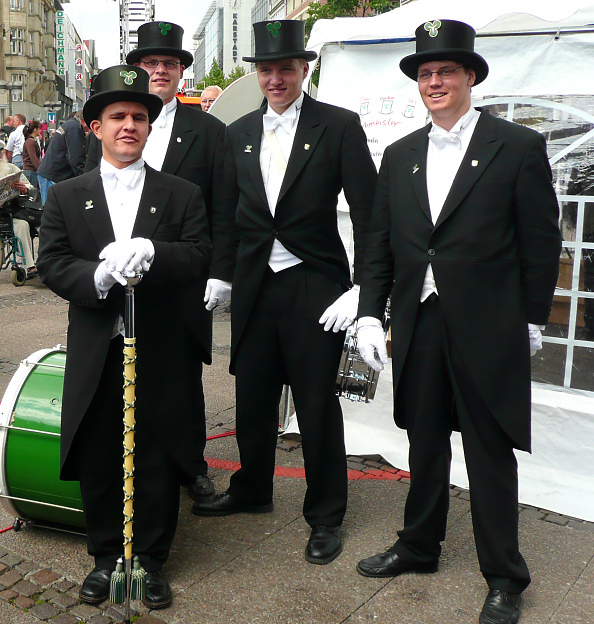
Die vier Bruchmeister (2008)
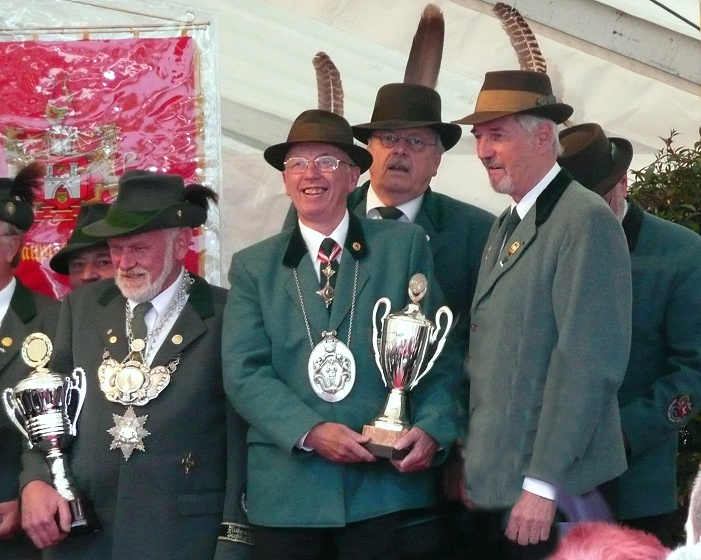
Verleihung der Schützenhauspokale
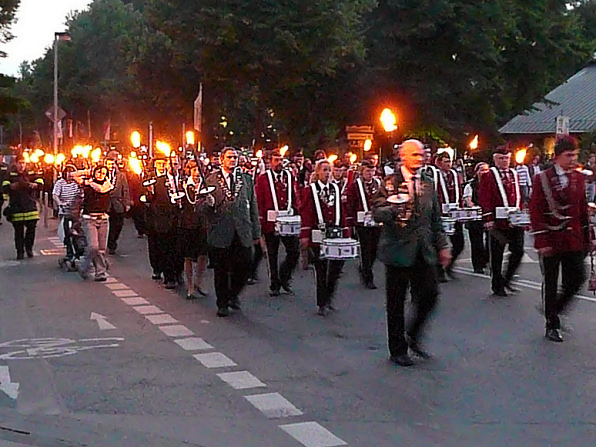
Fackelmarsch der Schützen zum Abschluss des Schützenfestes
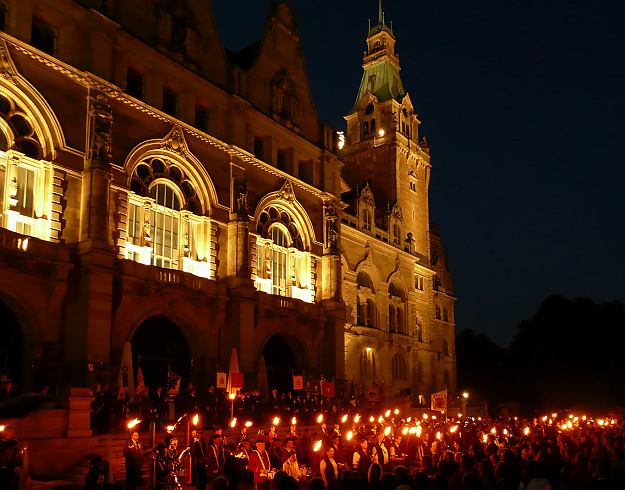
Zapfenstreich vor dem Neuen Rathaus

### Schützenausmarsch
Höhepunkt des Schützenfestes ist der traditionell am Sonntag nach Festbeginn stattfindende rund zehn Kilometer lange Schützenausmarsch, der vom Neuen Rathaus auf einer 3 km langen Strecke durch die Innenstadt zum Schützenplatz führt. Der Ausmarsch findet immer am Sonntag vor dem ersten Juli-Montag statt; das ist meist der erste Sonntag im Juli, wenn der 1. Juli aber auf einen Montag fällt, dann findet der Ausmarsch bereits am 30. Juni statt. Der Zug gilt als der größte Schützenausmarsch der Welt, der von über 10.000 Teilnehmern gebildet wird. Darunter sind rund 3.700 Schützen aus Hannover mit Gastabordnungen und Einzelschützen aus Deutschland und anderen Ländern. Zusätzlich sind noch mehr als 30 Schützenvereine aus ganz Deutschland mit dabei. Dazu kommen noch rund 100 Musikkapellen aus Deutschland und dem europäischen Ausland, sowie über 50 Festwagen, Kutschen und sonstige Fahrzeuge sowie zahlreiche Festgruppen aus Hannover und verschiedenen Ländern. Auch Kultur- und Folkloregruppen, Karnevals- und Reitvereine sowie Gäste aus der Bundes- und Kommunalpolitik nehmen teil. Der Ausmarsch ist aufgeteilt in einen Vorzug und in vier Hauptzüge, die jeweils von einem der amtierenden Bruchmeister angeführt werden. Der Schützenausmarsch wurde 2025 von rund 180.000 Menschen besucht. Er wird im NDR-Fernsehen live übertragen. Entlang der Zugstrecke befinden sich drei Zuschauertribünen mit Kommentatoren.

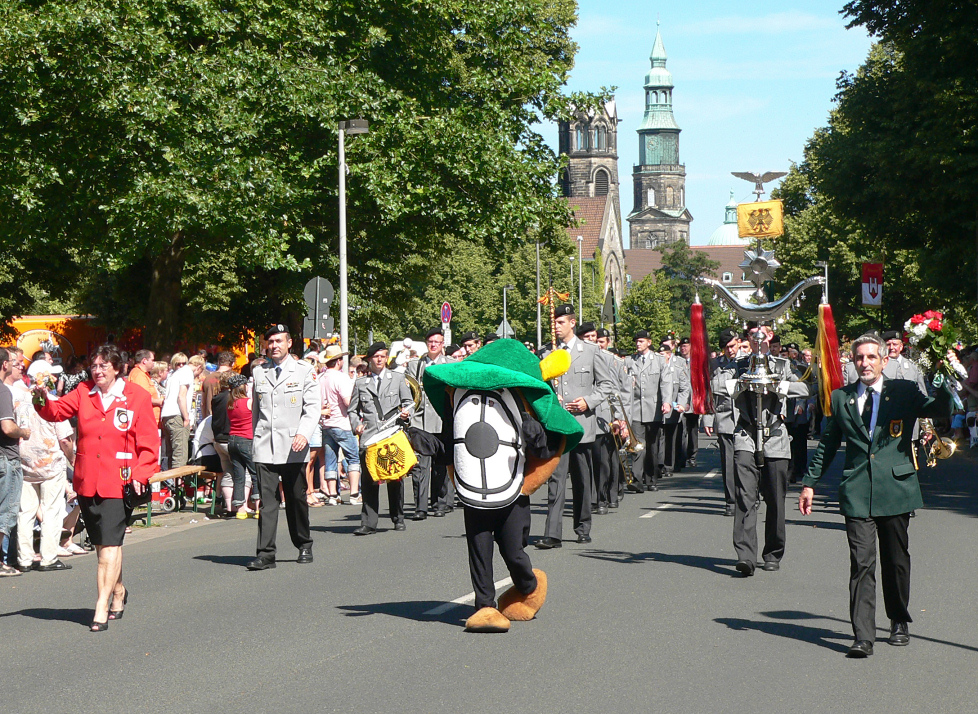
Spitze des Ausmarsches mit Maskottchen Ballerkalle beim Schützenausmarsch 2009
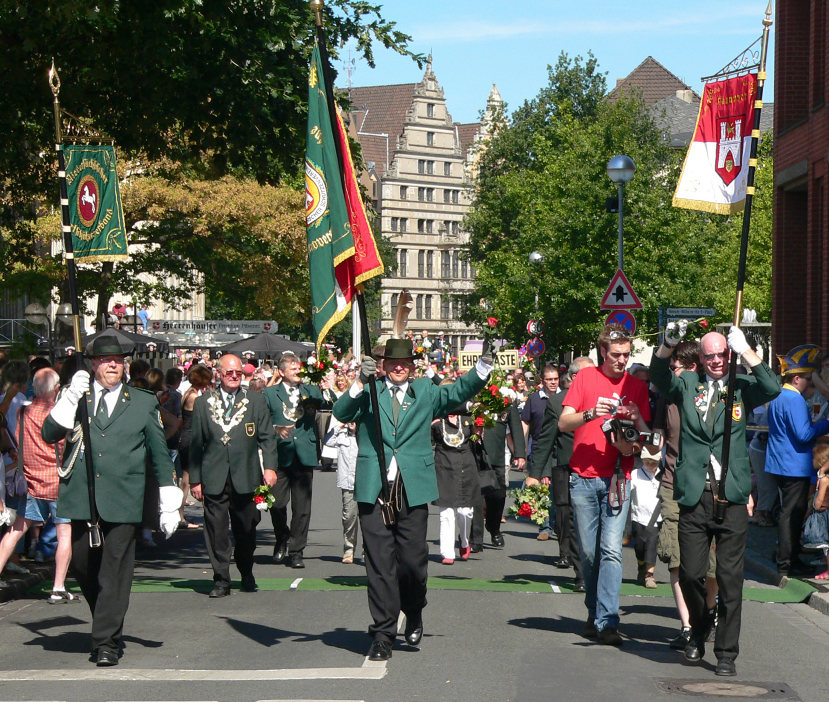
Schützen beim Ausmarsch 2009
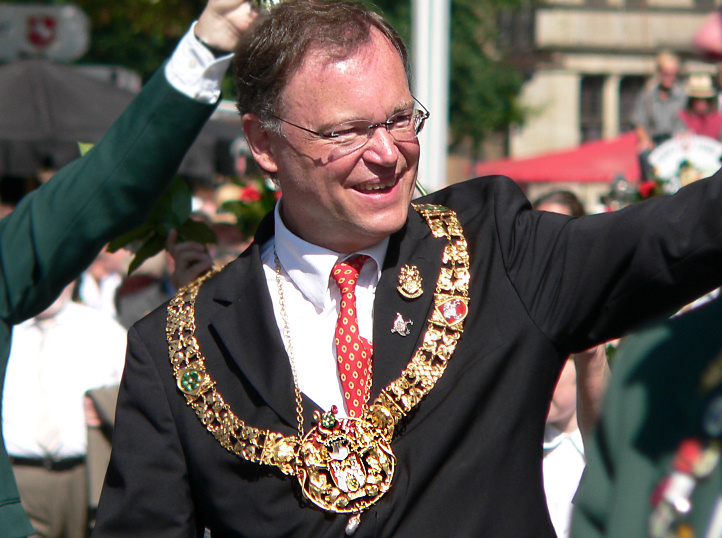
Stephan Weil mit der Amtskette des Oberbürgermeisters von Hannover beim Schützenausmarsch 2009

### Schützenfest-Termine
Das Schützenfest Hannover beginnt jeweils am Freitag vor dem ersten Montag im Juli. 2013 und 2019 begann es bereits am 28. Juni, und der Schützenausmarsch fand am 30. Juni statt.

### Volkslieder
Das Niedersachsenlied, sowie die Volkslieder „Die lustigen Hannoveraner“ und „In Hannover an der Leine“ und das Lied „Schützenliesel“ sind die am häufigsten gespielten Lieder auf dem Schützenfest.

## Gastronomie und Festzelte

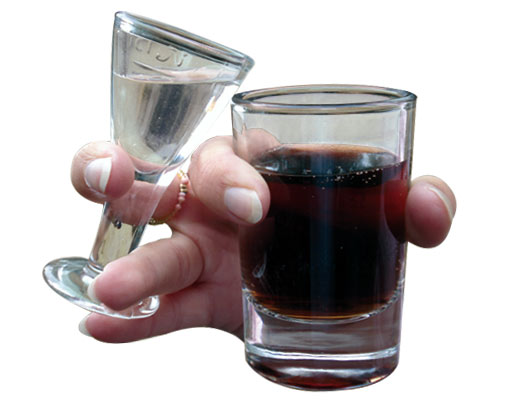
Traditionsgetränk Lüttje Lage – korrekte Handhaltung

Auf dem Schützenfest gibt es insgesamt 15 Großgastronomien, darunter drei Festzelte und drei Eventbereiche. Althergebrachtes Traditionsgetränk ist die nur im hannoverschen Raum verbreitete Lüttje Lage. Während des Schützenfestes braut das Brauhaus Ernst-August das Hannöversch Fest-Bier, welches es nur auf dem Schützenfest gibt. Insgesamt werden während des Schützenfestes rund 250.000 Liter Bier, 25.000 halbe Hähnchen, 15.000 Haxen, 250.000 Würstchen und eine Mio. Lüttje Lagen konsumiert. Der Ausschank des Bieres ist per Dekret einzig den in Hannover ansässigen und produzierenden Brauereien vorbehalten zum Schutz und Wahrung der Niedersächsischen Braukultur.

### Die Festzelte und Eventbereiche

#### Alt Hanovera
Das Alt Hanovera ist das größte Festzelt des Schützenfestes. Das Zelt bietet insgesamt 3000 Menschen Platz und ist gestaltet wie ein niedersächsisches Hallenhaus. Das Programm wird von wechselnden DJs, aber auch von Sängerinnen, wie u. a. Anna-Maria Zimmermann oder Anna Schenk gestaltet. Die Schützen veranstalten hier ihr traditionelles Festessen. Ausgeschenkt werden hier die Biere der Privatbrauerei Herrenhausen.

#### Bährenstarkes Rundteil
Das Rundteil ist das Zentrum des Schützenplatzes. In der Mitte befindet sich das einzige feststehende Gebäude auf dem Platz. Das Gebäude hat über 1.000 Sitzplätze. Rund um das Gebäude gibt es einen großen Biergarten und mehrere Gastronomiestände. 2022 und 2023 wurde das Rundteil von der Neuen Presse (NP) betrieben. Ab 2024 wird das Rundteil von der Firma „Bähren-Stark“ betrieben. Zu den Berühmtheiten, die bereits am Rundteil aufgetreten sind, gehören Cosmo Klein, der Kanzler-DJ Michael Gürth, Tim Toupet, Markus Becker, Lorenz Büffel, Axel Fischer, Julian Sommer und Stereoact. Hier wird auch das Schützenfest mit dem traditionellen Faßbieranstich feierlich eröffnet und die Siegerehrungen der verschiedenen Schießwettbewerbe finden ebenfalls hier statt.

#### Biergarten Marris
Der Biergarten ist 2022 zum ersten Mal auf dem Schützenfest. Zum Biergarten gehören auch ein kleines Festzelt und Tinos Bier-Pub. Das Programm wird von Partybands gestaltet. Am Biergarten findet auch das Papagoyenschießen statt. 

#### Brauhaus Live
Der Eingang des Festzeltes wird geprägt durch eine Pyramide aus Glas und Aluminium mit Platz für rund 1500 Gäste. Sie werden von wechselnden Diskjockeys von der Kanzel aus unterhalten. Im Festzelt selber gibt es ein Programm, das von Live-Bands und DJs gestaltet wird. Im Brauhaus Live gibt es die längste Theke des Schützenfestes. Ausgeschenkt werden hier die Biere vom Brauhaus Ernst-August.

#### Gaypeople-Zelt
Das Schützenfest Hannover ist das einzige Volksfest in Deutschland mit einem eigenen Gaypeople-Zelt. Das Programm besteht aus Travestie-Shows und Men-Strips. Aber auch Auftritte von Schlagerstars gehören zum Programm. Zu den Berühmtheiten, die bereits im Gaypeople-Zelt aufgetreten sind, gehören Lilo Wanders, Bata Illic, Mary Roos, die Wildecker Herzbuben, Tina York, Eloy de Jong, Peggy March, Nicki, Marcella Rockefeller und Prince Damien. 1200 Menschen finden in dem Zelt Platz.

#### The Black House
Der Irish-Pub-Biergarten mit Whiskey-Bar ist 2025 zum ersten Mal auf dem Schützenfest vertreten. Zum Programm gehören Whiskey-Tastings und irische Livemusik. 

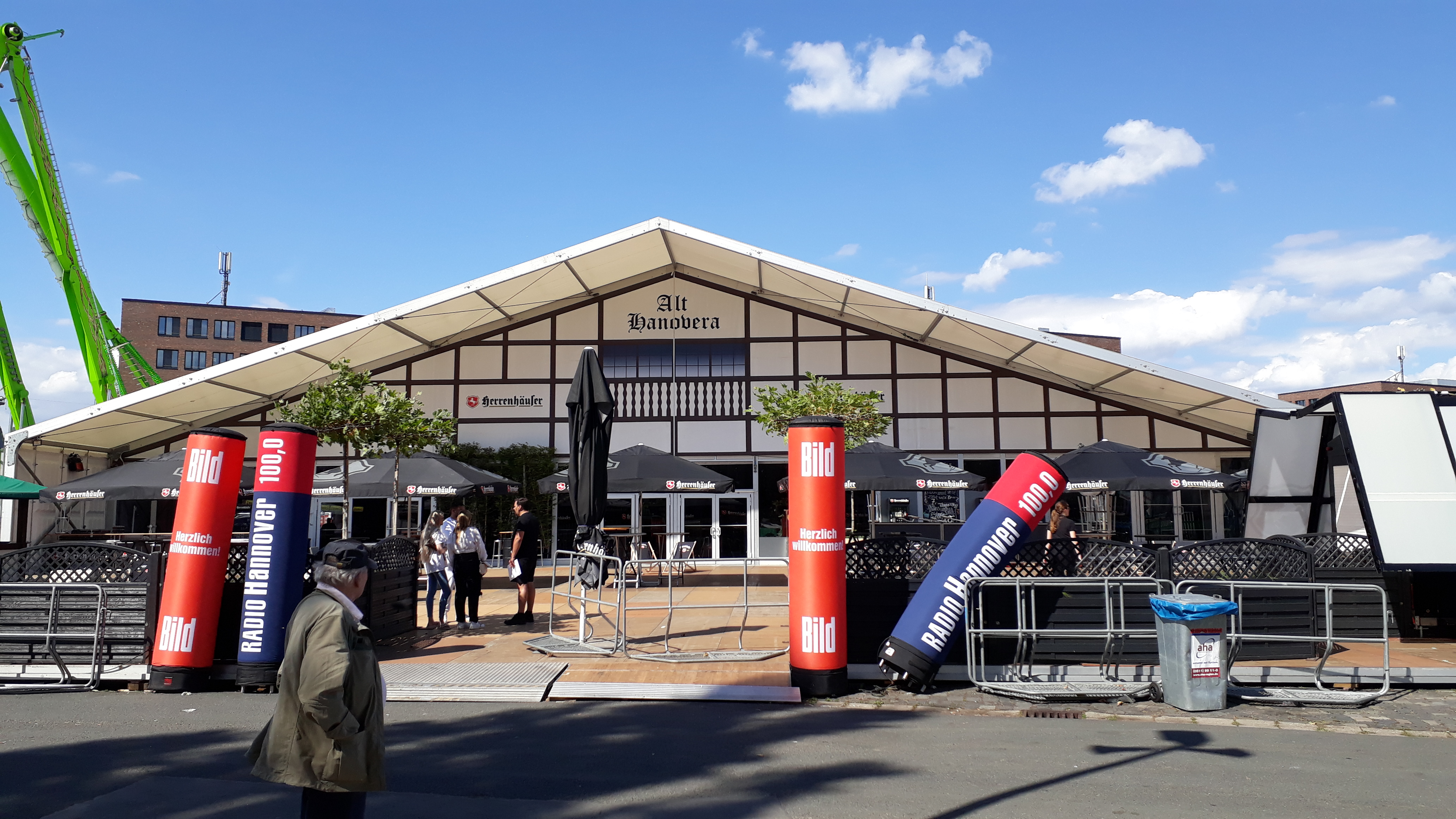
Alt Hanovera
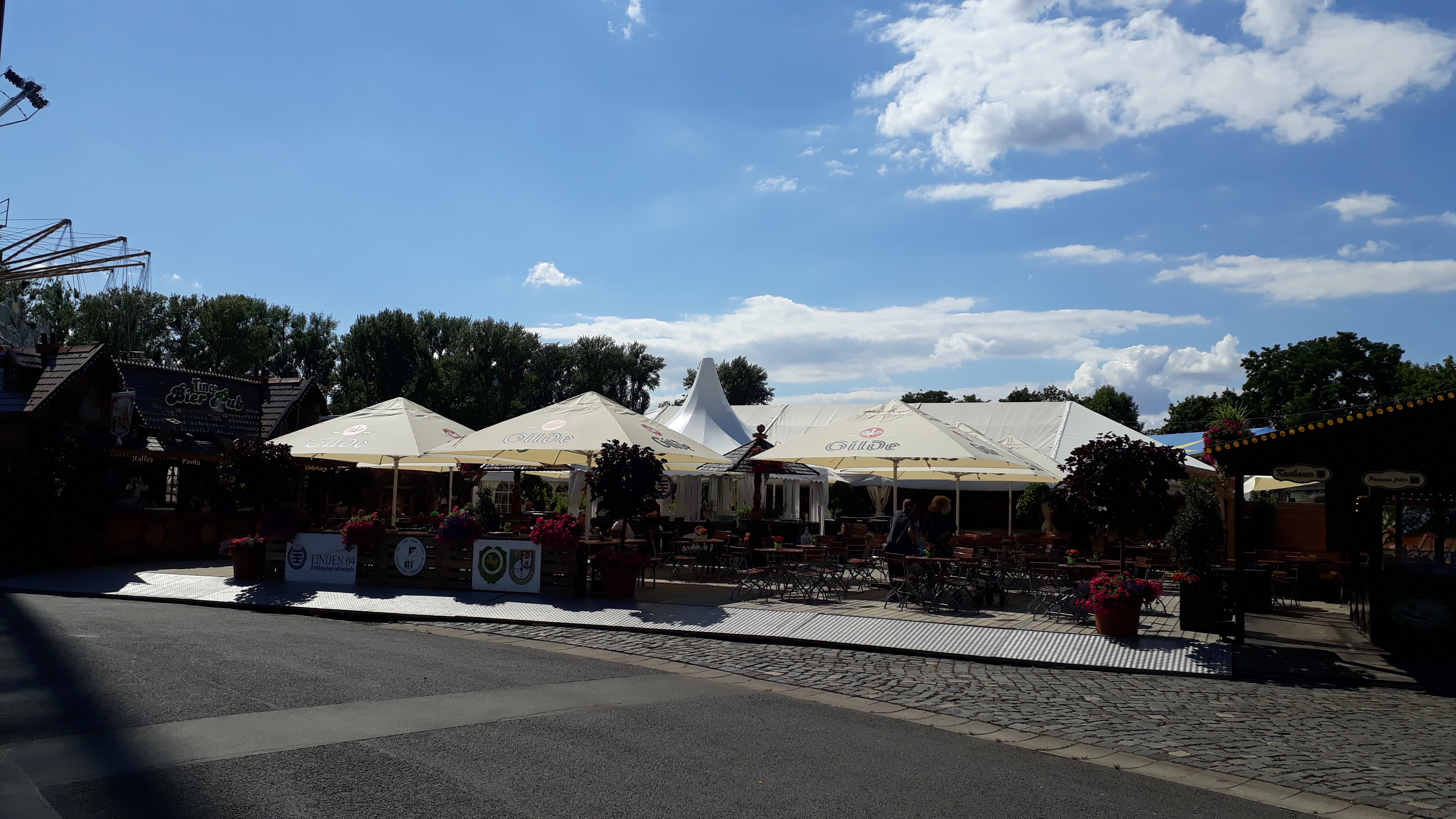
Biergarten Marris (mit Tinos Bier-Pub, kleinem Festzelt und Gramann/Ahrberg-Imbiss)
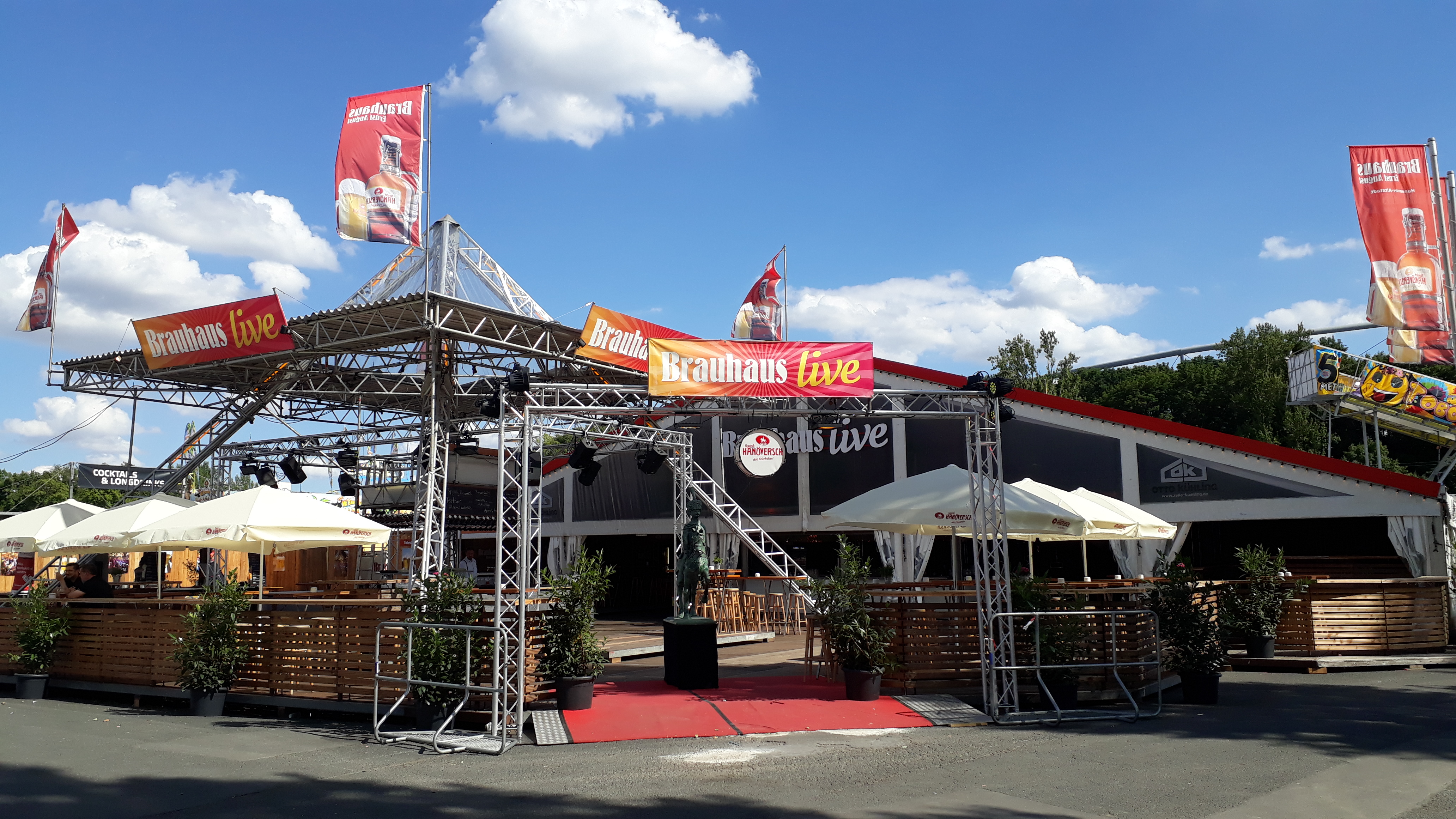
Brauhaus Live (Partypyramide und Festzelt)
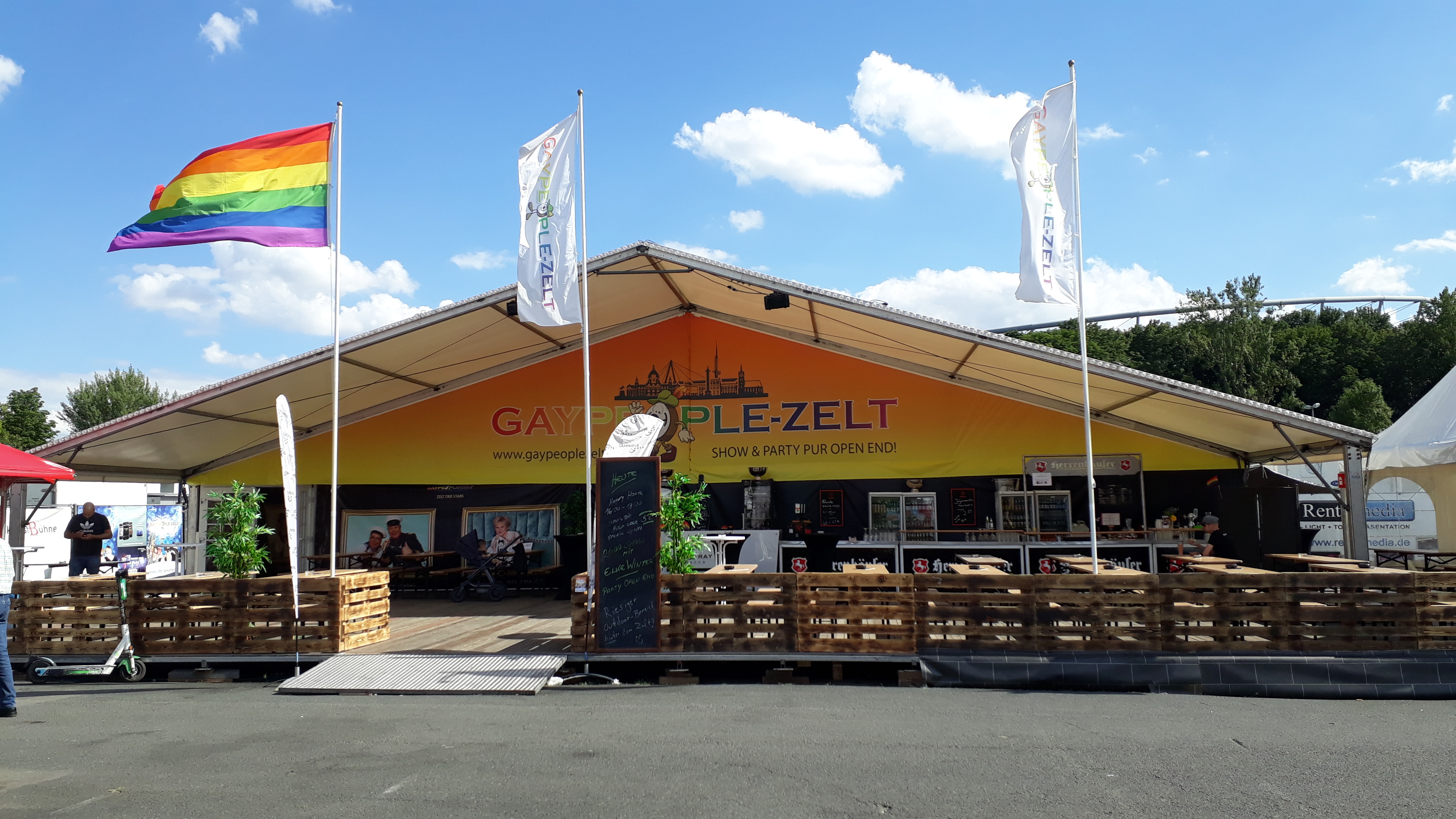
Gaypeople-Zelt
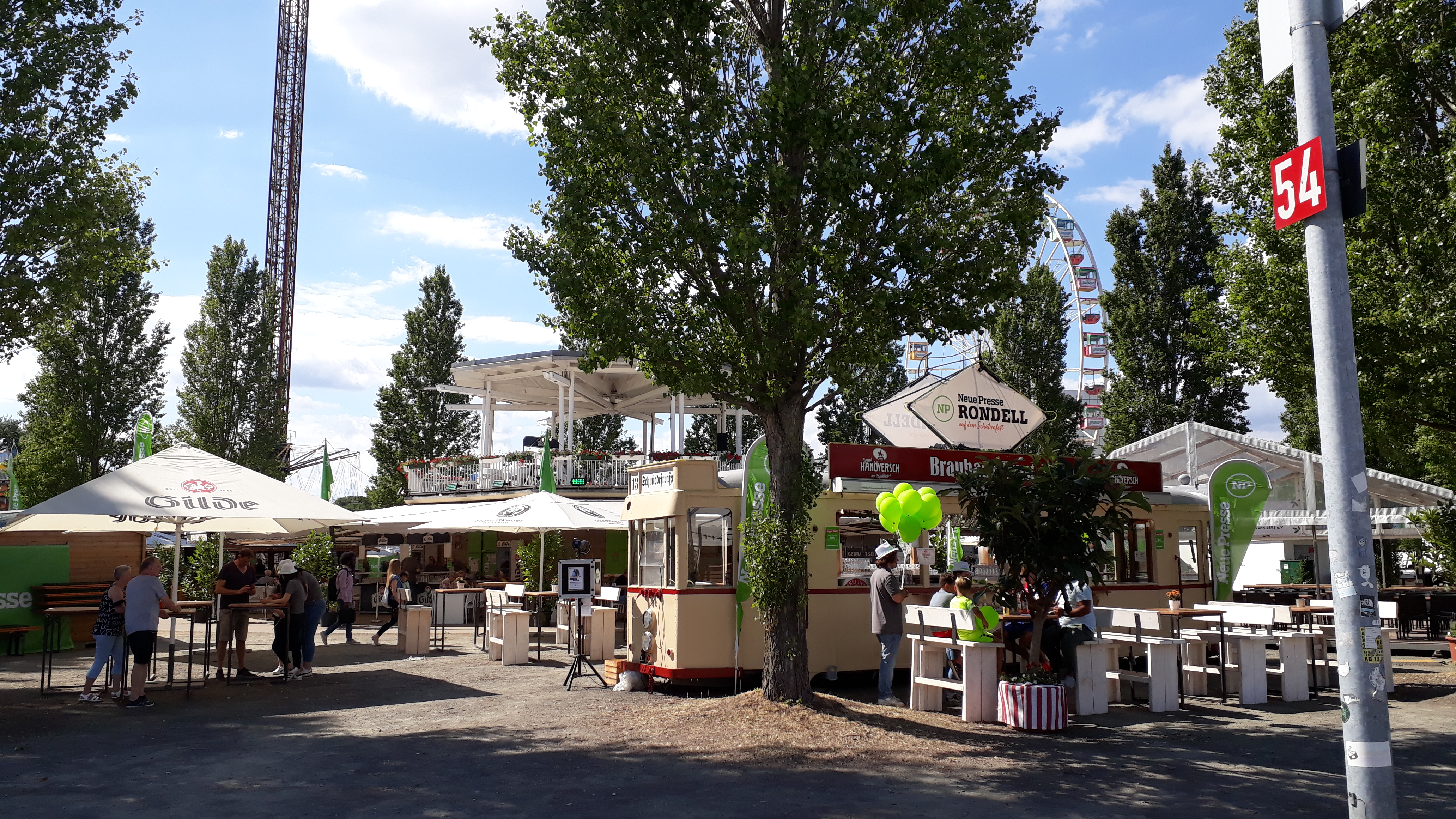
Rundteil

### Weitere Gastronomie- und Ausschankbetriebe
Neben den großen Festzelten und Eventbereichen gibt es auf dem Schützenplatz noch 9 weitere Großgastronomien, zum Teil auch mit kleinen Zelten oder Biergärten. Das sind: Altes Landhaus, Andria, Da Enzo, Leckerbock-Beach, Thilos Vesperhaus, Tiroler Dorf, Stratmann's Schickeria, Vorlops Ranch und Vorlops Ausschank- & Imbissbetrieb.

### Ehemalige Zelte
- Ahrberg
- Bayern-Festhalle (2022)
- Die Almhütte
- Die Wilkenburg
- Festhalle Ahrend
- Festhalle Marris (2000–2019)
- Gilde Festzelt / DAX Bierbörse / Gilde Island
- Hölzgens Bayern-Festhalle
- Krokodil
- Zum Herrenhäuser
- Zum Ochsen
- Zum Leinetal

## Fahr-, Schau- und Belustigungsgeschäfte

### Hauptattraktionen
Die Beschickung des Schützenfestes mit Fahr- und Schaugeschäften wechselt von Jahr zu Jahr, da seitens der Organisatoren die jeweils neuesten Fahrgeschäfte gewünscht werden. Aus jährlich rund 500 Bewerbungen werden insgesamt rund 200 Betriebe pro Jahr zugelassen. Im Folgenden werden nur die Einrichtungen beschrieben, die einen Stammplatz haben und nahezu jedes Jahr mit dabei sind. Knapp 40 Fahr- und Belustigungsgeschäfte sind jedes Jahr auf dem Schützenfest dabei, darunter rund 10 ausschließlich für Kinder.

### Fahrgeschäfte

Steiger-60-Meter-Riesenrad

Ostseite des Schützenplatzes aus der Ferne

#### Achterbahnen
Auf dem Schützenfest befinden sind in der Regel drei Achterbahnen. 1984 hatte der Dreier Looping seine Weltpremiere in Hannover. Ab den 1990er Jahren bis 2000, sowie 2008, 2009 und 2012 war dann der Olympia Looping als größte transportable Loopingbahn der Welt Stammgast in Hannover. Die Alpina-Bahn als weltweit größte transportable Achterbahn ohne Looping war von 2002 bis 2007 Stammgast in Hannover. Der Euro-Star als größte transportable Hängeachterbahn der Welt war 2005 zu Gast. Die Doppelloopingbahn „Teststrecke“ war von 2013 bis 2018 (mit kurzer Unterbrechung 2017) zu Gast. Eine weitere Achterbahn, die regelmäßig auf dem Schützenfest zu Gast ist, ist die „Wilde Maus“. Aber auch die „Münchner Bahn“, der „Euro-Coaster“, „Spinning Racer“, „Berg und Tal“, „Super Mouse“, „High Explosive“, „Speedy Gonzales“, „Spinning Coaster“, „Katz und Maus“, „Tom der Tiger“, „Drifting Coaster“, „Alpen Coaster“, "Ring Renner", "Anthony's Abenteuer" und "Heidi The Coaster" waren bereits zu Gast. Die Familienachterbahn „Kuddel, der Hai“ gastierte 2013 im Rahmen ihrer Premierentournee in Hannover. 2015 war die „Wilde Maus XXL“ (die weltweit größte transportable Wilde Maus) zu Gast. 2015 war auch die größte reisende Indoorachterbahn „Höllenblitz“ zum ersten Mal in Hannover vertreten, allerdings war diese Bahn in den 1990er und 2000er Jahren bereits unter den Namen „Magic Mountain“ und später „Star World“ häufig auf dem Schützenfest zu Gast.

#### Breakdance
Das Rundfahrgeschäft Breakdance besitzt 16 Gondeln für je zwei Personen, die sich an vier Gondelkreuzen auf einer drehbaren Scheibe befinden. Jede Gondel bewegt sich zusätzlich unabhängig von den anderen. Auch das größte Fahrgeschäft dieser Art, der „Break Dance No. 1“ mit 6 Gondelkreuzen war schon häufig in Hannover zu Gast.

#### Geisterbahn
Die Geisterbahn gehört zum festen Stamm. Zu den häufigen Vertretern auf dem Schützenfest zählen und zählten das „Daemonium“ (die größte transportable Geisterbahn der Welt), die „Geisterschlange“ und „Die große Geisterbahn (später: Geister-Schloss, heute: Doom)“. Häufig sind auch zwei Geisterbahnen auf dem Schützenfest zu finden. Außerdem standen auch schon die „Burg des Grauens“, das „Schloss Dracula / Geister-Schloss (heute: Die große Geisterbahn)“, der „Fantasy-Drive“, „Zombie“ sowie der „Schlossspuk“ auf dem Fest. 2019 war ausnahmsweise keine Geisterbahn auf dem Schützenplatz vertreten.

##### Geisterhaus
Laufgeschäfte mit Geister- und / oder Gruselthema sind fast jedes Jahr auf dem Schützenfest mit dabei. Bereits zu Gast waren u. a. „Ghost“, „Geisterhaus“, die „Freak-Show“ von Marc Terenzi, „Tal der Könige“, „Encounter“, „Panic Room“ oder „Psycho“.

#### Go-Kart-Bahn
Eine Go-Kart-Bahn gehörte seit Jahrzehnten zu den Stammgästen. Zu den häufigsten Vertretern in Hannover gehörten die „Monza-Piste“, aber auch die größte transportable Go-Kart-Bahn der Welt, die Rallye Monte Carlo, war schon zu Gast. 2015 stand zum ersten Mal der „Europa-Ring“ auf dem Fest. Seit 2016 ist keine Go-Kart-Bahn mehr auf dem Fest vertreten.

#### Laufgeschäfte
Das Schützenfest ist bekannt für seine Vielfalt an Laufgeschäften. Neben dem Spiegelkabinett oder Gruselhäusern gibt es jedes Jahr eine ganze Reihe an weiteren Laufgeschäften und sogenannten „Fun-Häusern“ auf dem Schützenfest. Zu Gast waren bisher u. a. „Action House“, „Amazonas“, „Apres Ski Party“, Aqua-Velis (das größte transportable Wasserlabyrinth), „Auf der Reeperbahn“, „Crazy Island“, „Crazy Outback“, „Crazy Town“, „Die verrückte Farm“, „Down Town“, „Dschungel-Camp“, „Fantastic World“, „Freddys Circus“, „Freddys Company“, „Fun House Fire Department“, „Fun Street“, „Hippie Trip“, „Kristall-Palast“, „Lach-Freu-Haus“, „Lasertag“, „Omni“, „Psychodelic“, „Remmi Demmi“, „Smiley Labyrinth“ (das größte transportable Labyrinth der Welt), „Spass-Mobil“, „The Tower“ (das größte transportable Entertainmentcenter der Welt), „Villa Wahnsinn“, „Viva Cuba“, "Fire Fighters", "Spassallee" und „Alcatraz“. 2022 und 2024 gastierte das größte transportable Laufgeschäft der Welt (Police Academy) auf dem Schützenfest.

#### Musik-Express
Die klassische Berg- und Talbahn gehört seit Jahrzehnten zum Stammgast auf dem Schützenfest. Seit 2023 ist mit „Heisse Räder“ ein weiteres Fahrgeschäft dieser Art zu Gast.

#### Propeller
Dieser Hochfahrgeschäftetyp ist jedes Jahr auf dem Schützenfest vertreten. Bisher zu Gast waren u. a. „Airborne“ (der größte transportable Propeller der Welt), „Apollo 13“, „Booster Maxxx Mega G-4“, „Gladiator“ (mit drehbaren Gondeln), „Turbo Force“, „XXL Racer“ und "Anubis".

#### Riesenrad

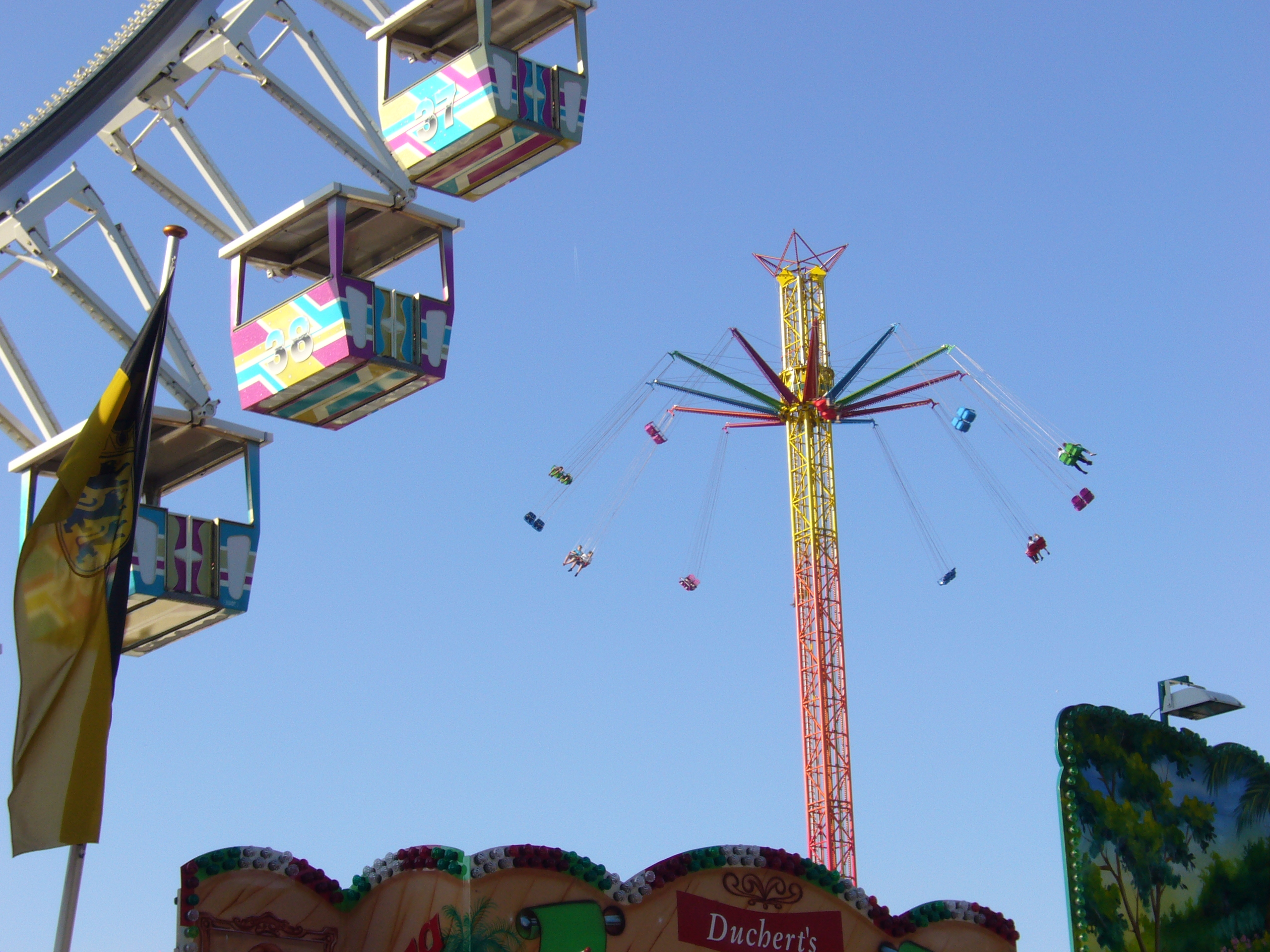
Tagsüber auf dem Festplatz: „Star Flyer“, im Vordergrund „Steiger Riesenrad“

Das Steiger-60-Meter-Riesenrad hatte seine Weltpremiere 1980 auf dem Schützenfest Hannover und war bis 2013 das größte transportable Riesenrad der Welt. In den 42 Kabinen finden insgesamt 420 Personen Platz. Bis 2010 war es das Wahrzeichen des Schützenfestes. Seit 2011 ist das 48 Meter hohe Riesenrad „Roue Parisienne“ das Wahrzeichen des Schützenfestes. Es bietet in 36 Gondeln Platz für 216 Fahrgäste. Das Roue Parisienne bietet den Fahrgästen sowohl geschlossene, als auch offene Gondeln, und ist damit das größte seiner Art in Europa.

#### Riesenkettenflieger
Ein Riesenkettenflieger ist fast immer auf dem Schützenfest vertreten. Bisher zu Gast waren u. a. „Alex Airport“, „Around the World XL“, „Around the World XXL“, „Jules Verne Tower“, „Rocket Tower“, „Star Flyer“ und „Aeronaut“.

#### Rutschbahn
Nahezu jedes Jahr ist eine Rutschbahn auf dem Schützenfest vertreten. Viele Jahre war Europas größte transportable Rutschbahn, der „Münchner Rutsch'n“, Stammgast (zuletzt 2015). Es waren aber auch die „Piratenrutsche“, die „Renn-Piste“ oder „Happy Slide“ bereits zu Gast.

#### Schaukeln
Schaukelgeschäfte sind in nahezu allen Variationen Stammgäste auf dem Schützenfest, sei es traditionelle Schiffschaukeln (z. B. „Das Funschiff“ oder „Black Pearl“), Schaukeln mit drehbarer Gondel (z. B. „Artistico“, „Konga“, „Rocket“, "Davy Jone's Delirium", "Best XXL" oder „XXL“), Schaukeln mit drehbarer Gondel und Einzelüberschlägen pro Sitzreihe (z. B. „Der Burner“ oder „Flash“) oder Schaukeln mit drehbarer Gondel und Gesamtüberschlag („Infinity“ – das höchste transportable Loopingfahrgeschäft der Welt).

#### Shows
Shows und Unterhaltung gibt es auf dem Schützenfest nicht nur in den Festzelten und Eventbereichen. Boxbuden wie der „Fight Club“ oder „Live Boxen“, Ausdauer- und Geschicklichkeitsgeschäfte, wie die „Klimmzugstange“, der "Hau den Lukas" und „Die verrückte Leiter“ oder Tierschauen, wie das „Mäuseschloss“ oder die „Mäusestadt“ sind und waren immer wieder zu Gast auf dem Schützenfest. In der Vergangenheit waren auch Motorrad-Steilwandshows, die Hochseilartisten der Familie Traber, reisende Varieté-Theater und das „Teufelsrad“ zu Gast. 2022 veranstalten die Artisten des GOP Varieté-Theaters Hannover verschiedene Shows auf dem Schützenplatz. Seit mehreren Jahren findet immer am zweiten Samstag des Schützenfestes eine Star-Wars-Parade statt.

#### Simulator
Nahezu jedes Jahr gibt es auf dem Schützenfest auch einen Fahr- und/oder Flugsimulator. In der Regel wird das Weltraum-Thema bespielt. In der Vergangenheit waren u. a. das „Adventure Shuttle“, das „Gate of the Time“, „Challenger Speed 3000“, „Time Visitor“, „Back to the Future“, „Time Travel“ oder „U-3000“ zu Gast auf dem Schützenfest. 2017 war zum ersten Mal das 9D-Action-Cinema zu Gast.

#### Wellenflug
48 Personen finden im Wellenflug Platz. Zusätzlich zu der Rundbewegung eines traditionellen Kettenkarussells kommt hier noch eine Wellenbewegung zum Einsatz.

#### Wildwasserbahn
Die Wildwasserbahn ist ein Stammgast auf dem Schützenfest. Am häufigsten war die Bahn „Wildwasser“, mit einer Fahrbahnlänge von 520 Metern und einer Höhe von 21 Metern, auf dem Schützenfest zu Gast. Diese Bahn war 2019 zum letzten Mal auf dem Schützenfest zu Gast, da diese Bahn ins Ausland verkauft wurde. Aber auch die größte transportable Wildwasserbahn der Welt (Wildwasser 3), die Rafting-Bahn „Atlantis-Rafting“ oder „Jim & Jaspers Wildwasser“ gastierten schon auf dem Schützenfest. 2024 war das erste Mal seit vielen Jahrzehnten keine Wildwasserbahn zu Gast. 

### Weitere Attraktionen

The Flying Air Dance

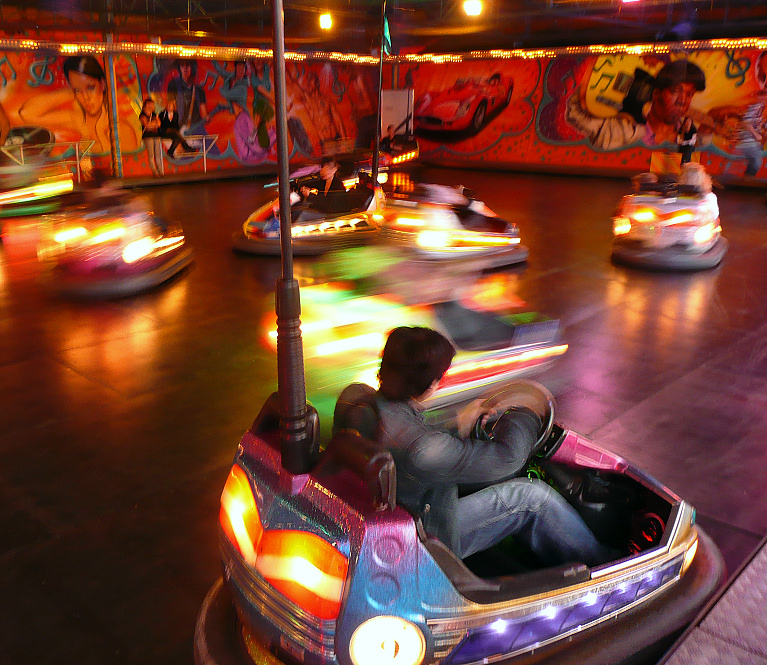
Autoscooter

Achterbahn Spinning Racer

Seit dem Jahre 2010 waren, neben den Stammgästen, unter anderem folgende Fahr-, Schau- und Belustigungsgeschäfte auf dem Schützenfest Hannover vertreten:
| - Alpha 1 - Ballonfahrt - Beach Jumper - Big Spin - Booster - Bruno’s freche Farm - Commander - Der Polyp - Devil Rock - Die Montgolfiere - Disco Swing - Double Jump - Dr. Archibald - Master of Time - Eclipse | - Entertainer - Etagenkarussell - Ghost-Rider - Hangover - The Tower - Hawaii-Swing - High Impress - Hip Hop Jumper - Hot Shot - Hupferl - Jukebox No. 1 - Kick Down - Laserpix - Love Dream | - Mr. Gravity (Premiere) - Paderborner Pferdekarussell - Parkour - Petersburger Schlittenfahrt - Polyp - Pool Party - Poseidons Rache - Project X - Propeller "No Limit - Rock & Roll - Schnauferl | - Shaker - Shake & Roll - Skyfall - Sky Trip - Spider - Splash-Ball - Take Off - The Aviator - The Game - Top Spin Fresh - Tropicana - Voodoo Jumper |

### Sonstige Geschäfte
Auf dem Schützenfest Hannover sind neben den beschriebenen Fahrgeschäften noch zahlreiche weitere Geschäfte zu finden. Im Laufe der Zeit haben sich kleinere Attraktionen zu Publikumslieblingen gemausert. Dazu gehören zum Beispiel das Kaspertheater im Theaterzelt oder das Bungee-Trampolin „Sky-Fly“. Des Weiteren gibt es zahlreiche Schießbuden auf dem Platz. Schützenfest-Souvenirs bekommt man am Infopoint am  Gilde-Tor.

## Service und Infrastruktur
Auf dem Festplatz befindet sich am Haupteingang Gilde-Tor ein mobiler Geldautomat. Dort findet sich auch eine Wickelstube. Am Rundteil („Rondell“) in der Mitte des Platzes und am Gilde-Tor gibt es feste Telefonanlagen.

### Auswirkungen auf die städtische Verkehrsinfrastruktur

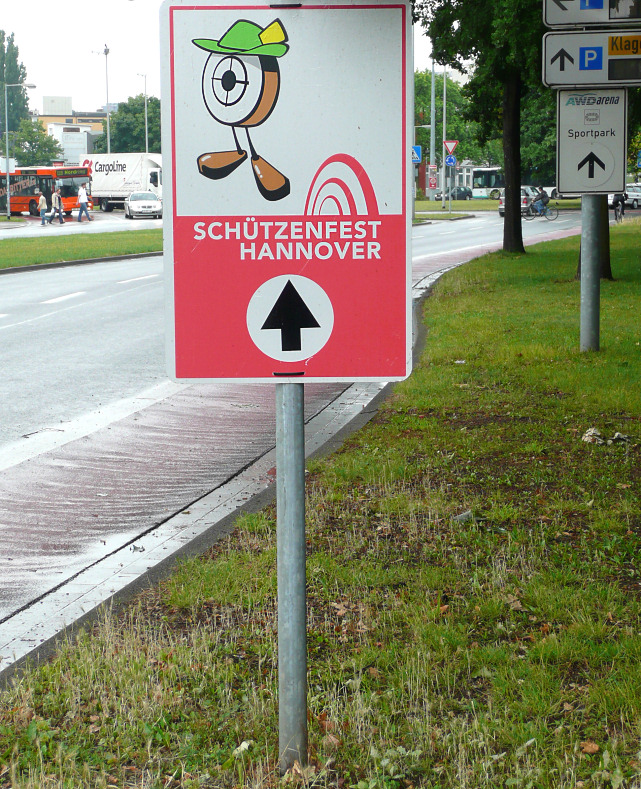
Anfahrtsausschilderung mit Maskottchen Baller-Kalle

Aufgrund von regelmäßigen Großmessen (CeBit, Hannover Messe) ist die Verkehrsinfrastruktur in Hannover auf große Besucherströme ausgelegt. Viele Schützenfestbesucher nutzen die Stadtbahnen. Sie sind daher in den Abendstunden und insbesondere an Freitagen wegen des Höhenfeuerwerks und mittwochs wegen des Familientages mit günstigeren Preisen oft überfüllt. Zur An- und Abfahrt bieten sich die Stadtbahn-Stationen „Waterloo“ und „Allerweg“ (ehem. Krankenhaus Siloah) an, die in unmittelbarer Nachbarschaft des Festplatzes liegen. Die Parkplätze im direkten Umfeld um den Schützenplatz sind während der gesamten Schützenfestzeit meist knapp. Insgesamt geht der Verkehr vom und zum Schützenfest recht reibungslos vonstatten. Während des Schützenausmarsches am Sonntag sind von den Morgenstunden bis etwa 14 Uhr komplett größere Teile der Innenstadt gesperrt.

### Öffnungszeiten
Anders als beim Münchner Oktoberfest oder bei den anderen Hannoverschen Volksfesten gibt es auf dem Schützenfest in Hannover keine Sperrstunde. Zum einen liegt es daran, dass das Schützenfest in Hannover eine Art Sonderstellung hat. Zum anderen liegt es daran, dass sich rund um den Schützenplatz keine Wohnungen, sondern vor allem Ämter und Behörden befinden. Das Schützenfest öffnet täglich um 14 Uhr, an Sonntagen auch früher, und hat bis früh morgens geöffnet. Die Fahrgeschäfte schließen je nach Besucherzuspruch, in der Regel jedoch gegen 24 Uhr.

### Sanitäts- und Rettungsdienst

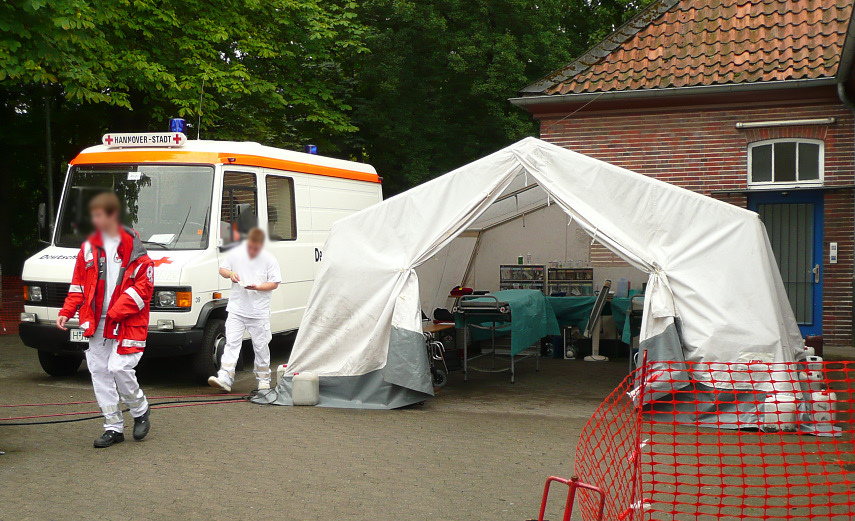
Mobile Sanitätsstation des DRK am Haupteingang Gilde-Tor

Ab 14 Uhr bis zum Festende sind täglich Rettungskräfte für Hilfeleistungen im Einsatz. Das DRK-Region Hannover e. V. hatte bis 2010 seine Station am Haupteingang (Gilde-Tor), seither sind die Kräfte an der Kfz-Zulassungsstelle am Herrenhäuser Tor stationiert. Mobile Streifen durch ehrenamtliche Sanitäter sind ständig auf dem Festplatz unterwegs. Das DRK hat während der gesamten Festdauer neben einer mobilen Unfallhilfsstelle mindestens zwei Rettungswagen (RTW) vor Ort stationiert. Lageabhängig kann kurzfristig das Hilfeleistungspotential weiter aufgestockt werden, um den öffentlichen Rettungsdienst zu entlasten. Während des Schützenausmarsches sichert das DRK mit ca. 100 ehrenamtlichen Einsatzkräften und um die 30 Einsatzfahrzeugen (Rettungswagen, Krankenwagen, Einsatzleitung) den gesamten Streckenverlauf ab.

### Toilettensituation
Am Gilde-, Herrenhäuser- und Schausteller-Tor befinden sich kostenlose Toilettenanlagen. Die einzelnen Zeltbetreiber betreiben ebenfalls eigene Toilettenanlagen, die jedoch nicht kostenlos sind.

### Schützenfestradio

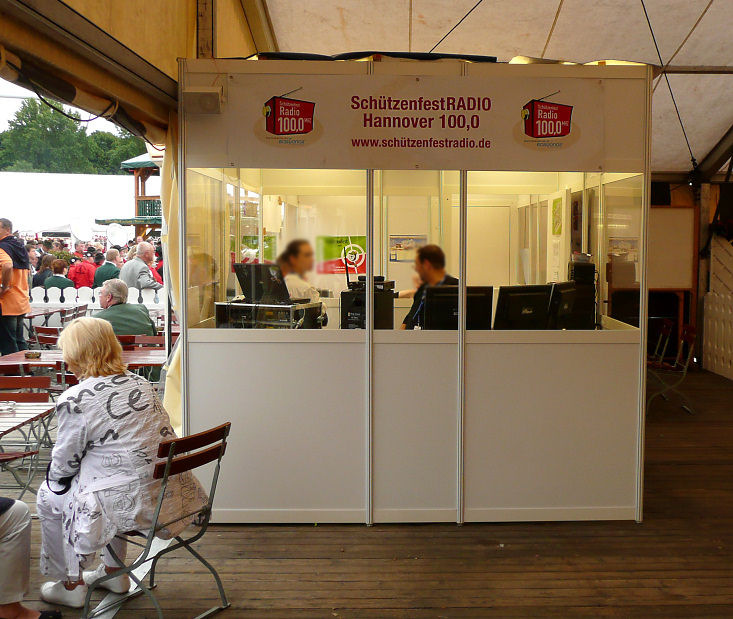
Studio des Schützenfestradios in einer Festhalle

Das Schützenfest Hannover war von 2005 bis 2013 das einzige Volksfest in Deutschland mit einem eigenen Radiosender. Das „SchützenfestRADIO Hannover 100,0“ sendete elf Tage lang täglich rund um die Uhr live aus einem Studio auf dem Festplatz. Dabei wurde die Eventradio-Frequenz 100,0 MHz genutzt. Übertragen wurde das Programm auch als Internetradio. Aus Kostengründen ging das Radio 2013 zum letzten Mal auf Sendung. Seit 2019 gibt es von Antenne Niedersachsen das Webradio „Schützenfest Hits“ im Livestream auf der offiziellen Schützenfest-Internetseite.

## Weitere Schützenfeste in Hannover
Zur hannoverschen Schützentradition gehören auch die sechs Stadtteilschützenfeste, die im Frühling und Sommer in Hannover stattfinden. Jährlich finden Schützenfeste in den Stadtteilen Groß-Buchholz, Vinnhorst, Stöcken, Linden und Misburg statt. Alle fünf Jahre wird das Schützenfest im Stadtteil Kleefeld veranstaltet. Zum Rahmenprogramm dieser Feste gehören jeweils auch ein Ausmarsch, ein Festzelt mit Programm und die üblichen Buden und auch ein paar klassische Fahrgeschäfte.